# Municípios e cidades da Sérvia
A Sérvia é dividida em  150 municípios (em sérvio:  opštine) e 24 cidades (gradovi), quais são as unidades básicas de auto-governo local. A cidade pode ou não, ser dividida em "municípios cidade" (gradske opštine). Cinco cidades, Belgrado, Novi Sad, Niš, Kragujevac e Požarevac compreende vários municípios, divididos em "urbanos" (na própria cidade) e "outros" (suburbanos). Existem 31 municípios cidade (17 in Belgrade, 5 in Niš, 5 in Kragujevac, 2 in Novi Sad and 2 in Požarevac).
Dos 150 municípios, 83 estão localizados na Sérvia central, 39 na Vojvodina e 28 no Kosovo. Das 24 cidades, 17 são na Sérvia Central, 6 são na Vojvodina e 1 no Kosovo.

## Municípios
Como em muitos outros países, os municípios são as entidades básicas da autonomia local na Sérvia: eles têm assembleias eleitas em eleições locais (realizadas a cada 4 anos), presidentes (predsednici opština), propriedade (incluindo serviço público empresas) e orçamento. Além disso, os municípios da cidade das quatro cidades acima mencionadas também têm suas assembléias e outras prerrogativas; apenas as cidades têm oficialmente prefeito s ('gradonačelnici' '), embora os presidentes do município sejam muitas vezes informalmente referidos como tal.
Os defensores da reforma do sistema de autonomia local sérvio apontam que os municípios sérvios (com 50.000 cidadãos em média) são os maiores na Europa, tanto por território como por número de cidadãos, e, como tal, pode ser ineficiente para lidar com as necessidades dos cidadãos e distribuir a renda do orçamento do país nos projetos mais relevantes.

## Cidades
As cidades são outro tipo de autogoverno local. O território com o status de "cidade" geralmente tem mais de 100.000 habitantes, mas é outra coisa muito semelhante ao município. Existem 24 cidades (gradovi), cada um tendo uma assembléia e orçamento próprio. Apenas as cidades têm prefeitos (gradonačelnik), embora os presidentes dos municípios sejam muitas vezes referidos como "mayors" no uso diário.
A cidade pode e não pode ser dividida em "municípios da cidade". Cinco cidades: Belgrade, Novi Sad, Niš, Kragujevac e Požarevac compreendem vários municípios, divididos em "urbanos" (na cidade propriamente dita) e "outros" (suburbanos). As competências das cidades e seus municípios são divididas. Destes, apenas Novi Sad não sofreu a transformação completa, como o recém-formado município de Petrovaradin existe praticamente apenas formalmente; assim, o "Município de Novi Sad" é em grande parte equiparado a "Cidade de Novi Sad" (e o maior município do país, com cerca de 300.000 habitantes).

## Municípios e cidades do Kosovo
Leis sérvias tratam Kosovo como parte integrante da Sérvia (Província Autónoma do Kosovo e Metohija). A lei sobre a organização territorial define 28 municípios e uma cidade no território de Kosovo.. Mas, desde 1999, o Kosovo está sob administração das Nações Unidas de UNMIK. A administração da UNMIK, mudou a organização territorial no território do Kosovo. Em 2000, o município de Gora foi fundido com o Opolje (parte da municipalidade de Prizren) para o novo município de Dragas e um município novo foi criado: Mališevo. Mais tarde, 2005-2008, sete novos municípios foram criados: Gracanica, Đeneral Janković, Junik, Parteš, Klokot-Vrbovac, Ranilug e Mamuša O governo da Sérvia não reconhece essa mudança, embora alguns desses municípios recém-formados tenha a maioria dos sérvios, e alguns sérvios participem nas eleições locais. Em três dos municípios: Gračanica, Klokot-Vrbovac e Ranilug, a maioria dos partidos sérvios venceram nas eleições de 2009.

## História
Predefinição:Expand section

## Lista de Municípios
Esta é a lista dos municípios da Sérvia, conforme definido pela Lei de organização territorial.. Não inclui os municípios do Kosovo criados pela [UNMIK]] após 1999. Os dados sobre a população são retirados do recenseamento de 2002. O recenseamento não foi realizado no Kosovo, que está sob administração da UNMIK, pelo que os números da população não são fornecidos para os municípios do Kosovo.
| №   | Crest | Município           | Distrito                       | Área [Km²] | População |
| --- | ----- | ------------------- | ------------------------------ | ---------- | --------- |
| 23  |       | Bor                 | Distrito de Bor                | 856        | 55,817    |
| 63  |       | Kladovo             | Distrito de Bor                | 629        | 23,622    |
| 86  |       | Majdanpek           | Distrito de Bor                | 932        | 23,703    |
| 93  |       | Negotin             | Distrito de Bor                | 1,089      | 43,551    |
| 29  |       | Veliko Gradište     | Distrito de Braničevo          | 344        | 20,659    |
| 41  |       | Golubac             | Distrito de Braničevo          | 368        | 9,913     |
| 89  |       | Malo Crniće         | Distrito de Braničevo          | 271        | 13,853    |
| 50  |       | Žabari              | Distrito de Braničevo          | 264        | 13,034    |
| 105 |       | Petrovac na Mlavi   | Distrito de Braničevo          | 655        | 34,511    |
| 77  |       | Kučevo              | Distrito de Braničevo          | 721        | 18,808    |
| 51  |       | Žagubica            | Distrito de Braničevo          | 760        | 14,823    |
| 21  |       | Bojnik              | Distrito de Jablanica          | 264        | 13,118    |
| 80  |       | Lebane              | Distrito de Jablanica          | 337        | 24,918    |
| 90  |       | Medveđa             | Distrito de Jablanica          | 524        | 10,760    |
| 33  |       | Vlasotince          | Distrito de Jablanica          | 308        | 33,312    |
| 145 |       | Crna Trava          | Distrito de Jablanica          | 312        | 2,563     |
| 102 |       | Osečina             | Distrito de Kolubara           | 319        | 15,135    |
| 143 |       | Ub                  | Distrito de Kolubara           | 456        | 32,104    |
| 78  |       | Lajkovac            | Distrito de Kolubara           | 186        | 17,062    |
| 92  |       | Mionica             | Distrito de Kolubara           | 329        | 16,513    |
| 84  |       | Ljig                | Distrito de Kolubara           | 279        | 14,629    |
| 20  |       | Bogatić             | Distrito de Mačva              | 384        | 32,990    |
| 31  |       | Vladimirci          | Distrito de Mačva              | 338        | 20,373    |
| 73  |       | Koceljeva           | Distrito de Mačva              | 257        | 15,636    |
| 87  |       | Mali Zvornik        | Distrito de Mačva              | 184        | 14,076    |
| 74  |       | Krupanj             | Distrito de Mačva              | 342        | 20,192    |
| 85  |       | Ljubovija           | Distrito de Mačva              | 356        | 17,052    |
| 43  |       | Gornji Milanovac    | Distrito de Moravica           | 836        | 47,641    |
| 83  |       | Lučani              | Distrito de Moravica           | 454        | 26,614    |
| 56  |       | Ivanjica            | Distrito de Moravica           | 1,090      | 35,445    |
| 3   |       | Aleksinac           | Distrito de Nišava             | 707        | 57,749    |
| 123 |       | Svrljig             | Distrito de Nišava             | 497        | 17,284    |
| 91  |       | Merošina            | Distrito de Nišava             | 193        | 14,812    |
| 117 |       | Ražanj              | NDistrito de Nišava            | 289        | 11,369    |
| 47  |       | Doljevac            | Distrito de Nišava             | 121        | 19,561    |
| 38  |       | Gadžin Han          | Distrito de Nišava             | 325        | 10,464    |
| 32  |       | Vladičin Han        | Distrito de Pčinja             | 366        | 23,703    |
| 134 |       | Surdulica           | Distrito de Pčinja             | 628        | 22,190    |
| 24  |       | Bosilegrad          | Distrito de Pčinja             | 571        | 9,931     |
| 138 |       | Trgovište           | Distrito de Pčinja             | 370        | 6,372     |
| 26  |       | Bujanovac           | Distrito de Pčinja             | 461        | 43,302    |
| 112 |       | Preševo             | Distrito de Pčinja             | 264        | 34,904    |
| 15  |       | Bela Palanka        | Distrito de Pirot              | 951        | 14,381    |
| 108 |       | Pirot               | Distrito de Pirot              | 1,232      | 63,791    |
| 8   |       | Babušnica           | Distrito de Pirot              | 529        | 15,734    |
| 46  |       | Dimitrovgrad        | Distrito de Pirot              | 483        | 11,748    |
| 127 |       | Smederevska Palanka | Distrito de Podunavlje         | 422        | 56,011    |
| 28  |       | Velika Plana        | Distrito de Podunavlje         | 345        | 16,210    |
| 142 |       | Ćuprija             | Distrito de Pomoravlje         | 287        | 33,567    |
| 104 |       | Paraćin             | Distrito de Pomoravlje         | 542        | 58,301    |
| 122 |       | Svilajnac           | Distrito de Pomoravlje         | 326        | 25,511    |
| 44  |       | Despotovac          | Distrito de Pomoravlje         | 623        | 25,611    |
| 120 |       | Rekovac             | Distrito de Pomoravlje         | 366        | 13,551    |
| 27  |       | Varvarin            | Distrito de Rasina             | 249        | 20,122    |
| 139 |       | Trstenik            | Distrito de Rasina             | 448        | 49,043    |
| 141 |       | Ćićevac             | Distrito de Rasina             | 124        | 10,755    |
| 2   |       | Aleksandrovac       | Distrito de Rasina             | 387        | 29,389    |
| 25  |       | Brus                | Distrito de Rasina             | 606        | 18,764    |
| 35  |       | Vrnjačka Banja      | Distrito de Raška              | 239        | 26,492    |
| 119 |       | Raška               | Distrito de Raška              | 670        | 26,981    |
| 140 |       | Tutin               | Distrito de Raška              | 742        | 30,054    |
| 6   |       | Aranđelovac         | Distrito de Šumadija           | 376        | 48,129    |
| 137 |       | Topola              | Distrito de Šumadija           | 356        | 25,292    |
| 118 |       | Rača                | Distrito de Šumadija           | 216        | 12,959    |
| 10  |       | Batočina            | Distrito de Šumadija           | 136        | 12,220    |
| 65  |       | Knić                | Distrito de Šumadija           | 413        | 16,148    |
| 79  |       | Lapovo              | Distrito de Šumadija           | 55         | 8,228     |
| 116 |       | Prokuplje           | Distrito de Toplica            | 759        | 48,501    |
| 19  |       | Blace               | Distrito de Toplica            | 306        | 13,759    |
| 76  |       | Kuršumlija          | Distrito de Toplica            | 952        | 21,608    |
| 53  |       | Žitorađa            | Distrito de Toplica            | 214        | 18,207    |
| 22  |       | Boljevac            | Distrito de Zaječar            | 828        | 15,849    |
| 66  |       | Knjaževac           | Distrito de Zaječar            | 1,202      | 37,172    |
| 128 |       | Sokobanja           | Distrito de Zaječar            | 525        | 18,571    |
| 9   |       | Bajina Bašta        | Distrito de Zlatibor           | 673        | 28,776    |
| 69  |       | Kosjerić            | Distrito de Zlatibor           | 358        | 14,001    |
| 111 |       | Požega              | Distrito de Zlatibor           | 426        | 32,293    |
| 146 |       | Čajetina            | Distrito de Zlatibor           | 647        | 15,628    |
| 7   |       | Arilje              | Distrito de Zlatibor           | 349        | 19,784    |
| 94  |       | Nova Varoš          | Distrito de Zlatibor           | 581        | 19,982    |
| 115 |       | Prijepolje          | Distrito de Zlatibor           | 827        | 41,188    |
| 126 |       | Sjenica             | Distrito de Zlatibor           | 1,059      | 34,500    |
| 113 |       | Priboj              | Distrito de Zlatibor           | 553        | 30,377    |
| 96  |       | Novi Bečej          | Distrito do Banato Central     | 609        | 26,924    |
| 95  |       | Nova Crnja          | Distrito do Banato Central     | 273        | 12,705    |
| 52  |       | Žitište             | Distrito do Banato Central     | 525        | 20,399    |
| 125 |       | Sečanj              | Distrito do Banato Central     | 523        | 16,377    |
| 13  |       | Bačka Topola        | Distrito de North Bačka        | 596        | 38,245    |
| 88  |       | Mali Iđoš           | Distrito de North Bačka        | 175        | 13,494    |
| 60  |       | Kanjiža             | Distrito de North Banat        | 399        | 27,510    |
| 124 |       | Senta               | Distrito de North Banat        | 293        | 25,568    |
| 1   |       | Ada                 | Distrito de North Banat        | 229        | 18,994    |
| 147 |       | Čoka                | Distrito de North Banat        | 321        | 13,832    |
| 97  |       | Novi Kneževac       | Distrito de North Banat        | 305        | 12,975    |
| 62  |       | Kikinda             | Distrito de North Banat        | 782        | 67,002    |
| 130 |       | Srbobran            | Distrito de South Bačka        | 284        | 17,855    |
| 11  |       | Bač                 | Distrito de South Bačka        | 367        | 16,268    |
| 18  |       | Bečej               | Distrito de South Bačka        | 487        | 40,987    |
| 34  |       | Vrbas               | Distrito de South Bačka        | 376        | 45,852    |
| 12  |       | Bačka Palanka       | Distrito de South Bačka        | 579        | 60,966    |
| 14  |       | Bački Petrovac      | Distrito de South Bačka        | 158        | 14,681    |
| 49  |       | Žabalj              | Distrito de South Bačka        | 400        | 27,513    |
| 136 |       | Titel               | Distrito de South Bačka        | 262        | 17,050    |
| 135 |       | Temerin             | Distrito de South Bačka        | 170        | 28,275    |
| 17  |       | Beočin              | Distrito de South Bačka        | 186        | 16,086    |
| 131 |       | Sremski Karlovci    | Distrito de South Bačka        | 51         | 8,839     |
| 109 |       | Plandište           | Distrito de South Banat        | 383        | 13,377    |
| 100 |       | Opovo               | Distrito de South Banat        | 203        | 11,016    |
| 67  |       | Kovačica            | Distrito de South Banat        | 419        | 27,890    |
| 4   |       | Alibunar            | Distrito de South Banat        | 602        | 22,954    |
| 36  |       | Vršac               | Distrito de South Banat        | 1,324      | 54,369    |
| 16  |       | Bela Crkva          | Distrito de South Banat        | 353        | 20,367    |
| 68  |       | Kovin               | Distrito de South Banat        | 730        | 36,802    |
| 148 |       | Šid                 | Distrito de Srem               | 687        | 38,973    |
| 57  |       | Inđija              | Distrito de Srem               | 384        | 49,609    |
| 58  |       | Irig                | Distrito de Srem               | 230        | 12,329    |
| 121 |       | Ruma                | Distrito de Srem               | 582        | 60,006    |
| 132 |       | Stara Pazova        | Distrito de Srem               | 351        | 67,576    |
| 107 |       | Pećinci             | Distrito de Srem               | 489        | 21,506    |
| 5   |       | Apatin              | Distrito de West Bačka         | 333        | 32,813    |
| 103 |       | Odžaci              | Distrito de West Bačka         | 411        | 35,582    |
| 75  |       | Kula                | Distrito de West Bačka         | 481        | 48,353    |
| 39  |       | Glogovac            | Distrito de Kosovo             | 290        |           |
| 70  |       | Kosovo Polje        | Distrito de Kosovo             | 89         |           |
| 82  |       | Lipljan             | Distrito de Kosovo             | 401        |           |
| 99  |       | Obilić              | Distrito de Kosovo             | 105        |           |
| 110 |       | Podujevo            | Distrito de Kosovo             | 625        |           |
| 144 |       | Uroševac            | Distrito de Kosovo             | 344        |           |
| 149 |       | Štimlje             | Distrito de Kosovo             | 134        |           |
| 61  |       | Kačanik             | Distrito de Kosovo             | 294        |           |
| 150 |       | Štrpce              | Distrito de Kosovo             | 248        |           |
| 71  |       | Kosovska Kamenica   | Distrito de Kosovo-Pomoravlje  | 509        |           |
| 98  |       | Novo Brdo           | Distrito de Kosovo-Pomoravlje  | 81         |           |
| 40  |       | Gnjilane            | Distrito de Kosovo-Pomoravlje  | 510        |           |
| 30  |       | Vitina              | Distrito de Kosovo-Pomoravlje  | 289        |           |
| 72  |       | Kosovska Mitrovica  | Distrito de Kosovska Mitrovica | 336        |           |
| 81  |       | Leposavić           | Distrito de Kosovska Mitrovica | 539        |           |
| 129 |       | Srbica              | Distrito de Kosovska Mitrovica | 374        |           |
| 37  |       | Vučitrn             | Distrito de Kosovska Mitrovica | 353        |           |
| 55  |       | Zubin Potok         | Distrito de Kosovska Mitrovica | 328        |           |
| 54  |       | Zvečan              | Distrito de Kosovska Mitrovica | 123        |           |
| 106 |       | Peć                 | Distrito de Peć                | 603        |           |
| 59  |       | Istok               | Distrito de Peć                | 464        |           |
| 64  |       | Klina               | Distrito de Peć                | 403        |           |
| 48  |       | Đakovica            | Distrito de Peć                | 587        |           |
| 45  |       | Dečani              | Distrito de Peć                | 402        |           |
| 101 |       | Orahovac            | Distrito de Prizren            | 401        |           |
| 133 |       | Suva Reka           | Distrito de Prizren            | 434        |           |
| 114 |       | Prizren             | Distrito de Prizren            | 757        |           |
| 42  |       | Gora1               | Distrito de Prizren            | 310        |           |

1.↑ A sede do município é Dragaš

## Lista de Cidades e Municípios cidade
| №               | Crest                  | Cidade             | Distrito                   | Crest        | Municípios cidade | Área [Km²] | População |
| --------------- | ---------------------- | ------------------ | -------------------------- | ------------ | ----------------- | ---------- | --------- |
| 1               |                        | Valjevo            | Distrito de Kolubara       | não          | não               | 905        | 96,761    |
| 2               |                        | Vranje             | Distrito de Pčinja         | não          | não               | 860        | 87,288    |
| 3               |                        | Zaječar            | Distrito de Zaječar        | não          | não               | 1,069      | 75,969    |
| 4               |                        | Zrenjanin          | Distrito do Banato Central | não          | não               | 1,324      | 132,051   |
| 5               |                        | Jagodina           | Distrito de Pomoravlje     | não          | não               | 470        | 78,000    |
| 6               |                        | Kragujevac         | Distrito de Šumadija       |              | Aerodrom          | 232        | 36,217    |
| 6               |                        | Kragujevac         | Distrito de Šumadija       | Pivara       | 258               | 49,154     |           |
| 6               |                        | Kragujevac         | Distrito de Šumadija       | Stanovo      | 155               | 39,252     |           |
| 6               |                        | Kragujevac         | Distrito de Šumadija       | Stari Grad   | 16                | 62,794     |           |
| 6               |                        | Kragujevac         | Distrito de Šumadija       | Stragari     | 165               | 4,500      |           |
| 7               |                        | Kraljevo           | Distrito de Raška          | não          | não               | 1,530      | 121,707   |
| 8               |                        | Kruševac           | Distrito de Rasina         | não          | não               | 854        | 133,732   |
| 9               |                        | Leskovac           | Distrito de Jablanica      | não          | não               | 1,025      | 162,000   |
| 10              |                        | Loznica            | Distrito de Mačva          | não          | não               | 612        | 96,413    |
| 11              |                        | Niš                | Distrito de Nišava         |              | Medijana          | 16         | 100,000   |
| 11              |                        | Niš                | Distrito de Nišava         | Palilula     | 117               | 72,000     |           |
| 11              |                        | Niš                | Distrito de Nišava         | Pantelej     | 142               | 48,000     |           |
| 11              |                        | Niš                | Distrito de Nišava         | Crveni Krst  | 182               | 33,452     |           |
| 11              |                        | Niš                | Distrito de Nišava         | Niška Banja  | 145               | 15,359     |           |
| 12              |                        | Novi Pazar         | Distrito de Raška          | não          | não               | 742        | 85,996    |
| 13              |                        | Novi Sad           | Distrito de South Bačka    |              | Novi Sad          | 699        | 370,101   |
| 13              | Petrovaradin (extinta) | Novi Sad           | Distrito de South Bačka    |              |                   | 699        | 370,101   |
| 14              |                        | Pančevo            | Distrito de South Banat    | não          | não               | 759        | 127,162   |
| 15              |                        | Požarevac          | Distrito de Braničevo      |              | Požarevac         | 482        | 74,902    |
| 15              | Kostolac               | Požarevac          | Distrito de Braničevo      |              |                   | 482        | 74,902    |
| 16              |                        | Priština           | Distrito de Kosovo         | não          | não               | 854        |           |
| 17              |                        | Semêndria          | Distrito de Podunavlje     | não          | não               | 484        | 109,809   |
| 18              |                        | Sombor             | Distrito de West Bačka     | não          | não               | 1,178      | 97,263    |
| 19              |                        | Sremska Mitrovica  | Distrito de Srem           | não          | não               | 762        | 85,605    |
| 20              |                        | Subotica           | Distrito de North Bačka    | não          | não               | 1,008      | 148,401   |
| 21              |                        | Užice              | Distrito de Zlatibor       | não          | não               | 667        | 83,022    |
| 22              |                        | Čačak              | Distrito de Moravica       | não          | não               | 636        | 117,072   |
| 23              |                        | Šabac              | Distrito de Mačva          | não          | não               | 795        | 122,893   |
| status especial |                        | Cidade de Belgrado | não                        |              | Barajevo          | 213        | 24,641    |
| status especial |                        | Cidade de Belgrado | não                        | Čukarica     | 155               | 168,508    |           |
| status especial |                        | Cidade de Belgrado | não                        | Grocka       | 289               | 75,466     |           |
| status especial |                        | Cidade de Belgrado | não                        | Lazarevac    | 384               | 58,511     |           |
| status especial |                        | Cidade de Belgrado | não                        | Mladenovac   | 339               | 56,389     |           |
| status especial |                        | Cidade de Belgrado | não                        | Novi Beograd | 41                | 388,354    |           |
| status especial |                        | Cidade de Belgrado | não                        | Obrenovac    | 411               | 70,975     |           |
| status especial |                        | Cidade de Belgrado | não                        | Palilula     |                   | 155,902    |           |
| status especial |                        | Cidade de Belgrado | não                        | Rakovica     | 29                | 99,000     |           |
| status especial |                        | Cidade de Belgrado | não                        | Savski Venac | 16                | 42,505     |           |
| status especial |                        | Cidade de Belgrado | não                        | Sopot        | 271               | 21,390     |           |
| status especial |                        | Cidade de Belgrado | não                        | Stari Grad   | 7                 | 55,543     |           |
| status especial |                        | Cidade de Belgrado | não                        | Surčin       | 285               | 38,695     |           |
| status especial |                        | Cidade de Belgrado | não                        | Voždovac     | 150               | 151,768    |           |
| status especial |                        | Cidade de Belgrado | não                        | Vračar       | 3                 | 58,386     |           |
| status especial |                        | Cidade de Belgrado | não                        | Zemun        | 154               | 152,950    |           |
| status especial |                        | Cidade de Belgrado | não                        | Zvezdara     | 31                | 137,523    |           |